# Caelum
Caelum (Cae), o cinzel, é uma constelação do hemisfério celestial sul. O genitivo, usado para formar nomes de estrelas, é Caeli. É uma das constelações menores definidas por Nicolas Louis de Lacaille.
As constelações vizinhas são Lepus, Eridanus, Horologium, Dorado, Pictor e Columba.